# ジェイ・ハワード (アメリカンフットボール)
ジェイ・ハワード（Jaye Howard 1988年12月20日- ）はルイジアナ州ザカリー出身のアメリカンフットボール選手。NFLのカンザスシティ・チーフスでプレーした。ポジションはディフェンシブエンド。

## 経歴
高校時代は、ディフェンシブエンドとラインバッカーでプレーした。
フロリダ大学に進学し、2007年はレッドシャツで過ごした。2008年は9試合に出場し8タックル、1.5サックをあげた。同年のアラバマ大学とのサウスイースタン・カンファレンス選手権では2タックルをあげた。2009年は先発4試合を含む12試合に出場し29タックル、1.5サックをあげた。同年のアラバマ大学とのカンファレンス選手権では10タックルをあげた。2010年はディフェンシブエンド、ディフェンシブタックルとして先発8試合を含む11試合に出場、29タックル、2.5サックをあげた。2011年には全13試合にディフェンシブタックルとして先発出場、65タックル、5.5サック、2ファンブルリカバー、ケンタッキー大学戦ではファンブルリカバータッチダウンをあげた。大学4年間で先発25試合を含む45試合に出場し、2011年にディフェンスのキャプテンを務めた。シーズン終了後はシニアボウルに出場している。
NFLスカウトコンバインでは、体重300ポンド以上のディフェンシブラインマンとしては、40ヤード走で、タンク・ジョンソン、ルイス・カスティーヨに次ぐ歴代3位となる4.82秒の成績を残した。
2012年のNFLドラフトではフロリダ大学の選手としては、同年で最初の4巡114位でシアトル・シーホークスに指名された。同年11月11日のニューヨーク・ジェッツ戦で初出場、レギュラーシーズンは2試合に出場、プレーオフ2試合ではインアクティブであった。
2013年シーズン開幕前にシーホークスからウェーバーされ、9月1日にカンザスシティー・チーフスと契約を結んだ。
2015年は、14試合に先発出場し、5.5サックをあげた。
2016年3月9日、2年1200万ドルで2017年まで契約を延長した。この年は8試合に出場、第9週の試合で臀部を負傷、以後出場することなく、12月1日に故障者リスト入りした。
2017年4月22日、チーフスから解雇された。同年5月4日、シカゴ・ベアーズと1年77万5000ドルで契約を結んだ。前年はチーフスから600万ドルを受け取っていた、9月2日に解雇された。

## 人物
特にランストップに優れた能力を発揮した。